# 托米·西摩
托米·西摩（英語：Tommy Seymour；1988年7月1日—）是一位蘇格蘭橄欖球運動員。他是蘇格蘭國家橄欖球隊的一員，代表蘇格蘭參加了2015年世界盃橄欖球賽。